# Паттадакал
Паттадака́л (англ. Pattadakal, канн. ಪಟ್ಟದ್ಕಲ್ಲು) — город на севере индийского штата Карнатака. Расположен на берегах реки Малапрабха в округе Багалкот в 22 км от Бадами и в 10 км от Айхоле. В Паттадакале расположен известный комплекс архитектурных монументов VIII века, которые представляют собой кульминацию развития стиля индуистской храмовой архитектуры весара. В 1987 году группа храмов Паттадакала была внесена в список Всемирного наследия ЮНЕСКО. В Паттадакале представлен как дравидийский (южный), так и нагара (северный) стили индийской храмовой архитектуры.